# Estacionar o ônibus
Estacionar o ônibus é uma terminologia utilizada no futebol para definir um sistema tático ultra-defensivo, que consiste em ter todos os 11 jogadores do time no campo de defesa, praticamente dentro da própria área, através de uma formação de duas linhas defensivas, cada uma composta por 5 homens, ou a variante de 9 jogadores defensivos e um jogador um pouco mais avançado. Em qualquer dos casos, trata-se de privilegiar ao máximo a defesa, dispensando o ataque. Em sua finalidade, assemelha-se ao catenaccio, mas a tática de Estacionar o ônibus é levado ao extremo do defensivismo, sobretudo contra equipes muito dominantes no ataque, tendo este sistema uma forte ênfase no resultado, e principalmente em evitar sofrer gols a todo o custo.

## Origem do Termo
Acredita-se que o termo tenha surgido como uma reação do jornalismo esportivo à abordagem do ex-técnico da equipe espanhola do Racing Santander, José María Maguregui, ex-jogador do Athletic Club Bilbao, quando na temporada de 1984 do campeonato espanhol utilizou este sistema contra os clubes Real Madrid e Barcelona. Em 2004, José Mourinho popularizou este segundo mandato na Inglaterra quando o usou para se referir à forma como o Tottenham Hotspur jogou no empate de 0 a 0 contra o Manchester United em 19 de setembro daquele ano.